# Speakeasy

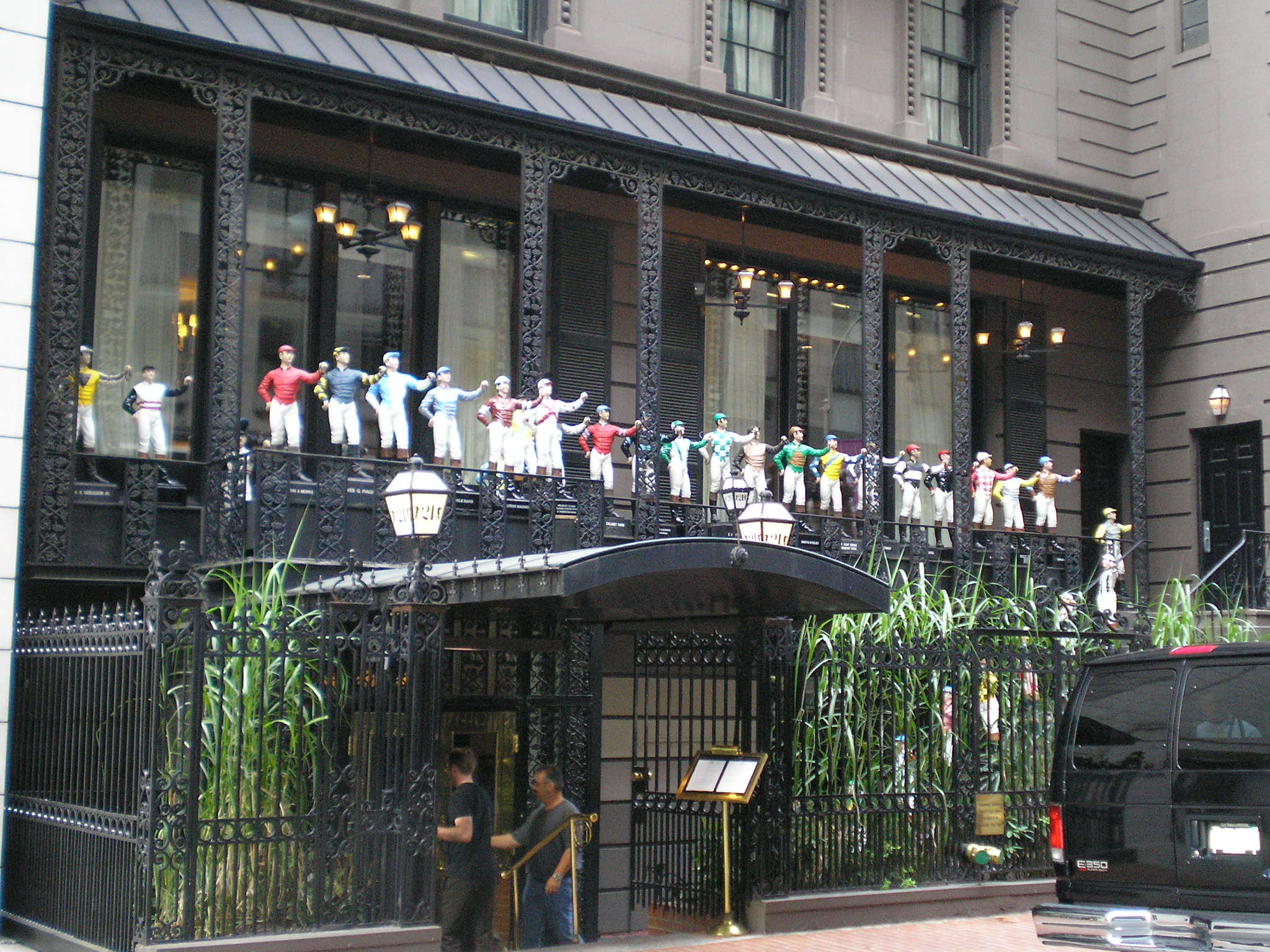
A New York-i 21 Club 2006-ban, amely egykor speakeasy volt

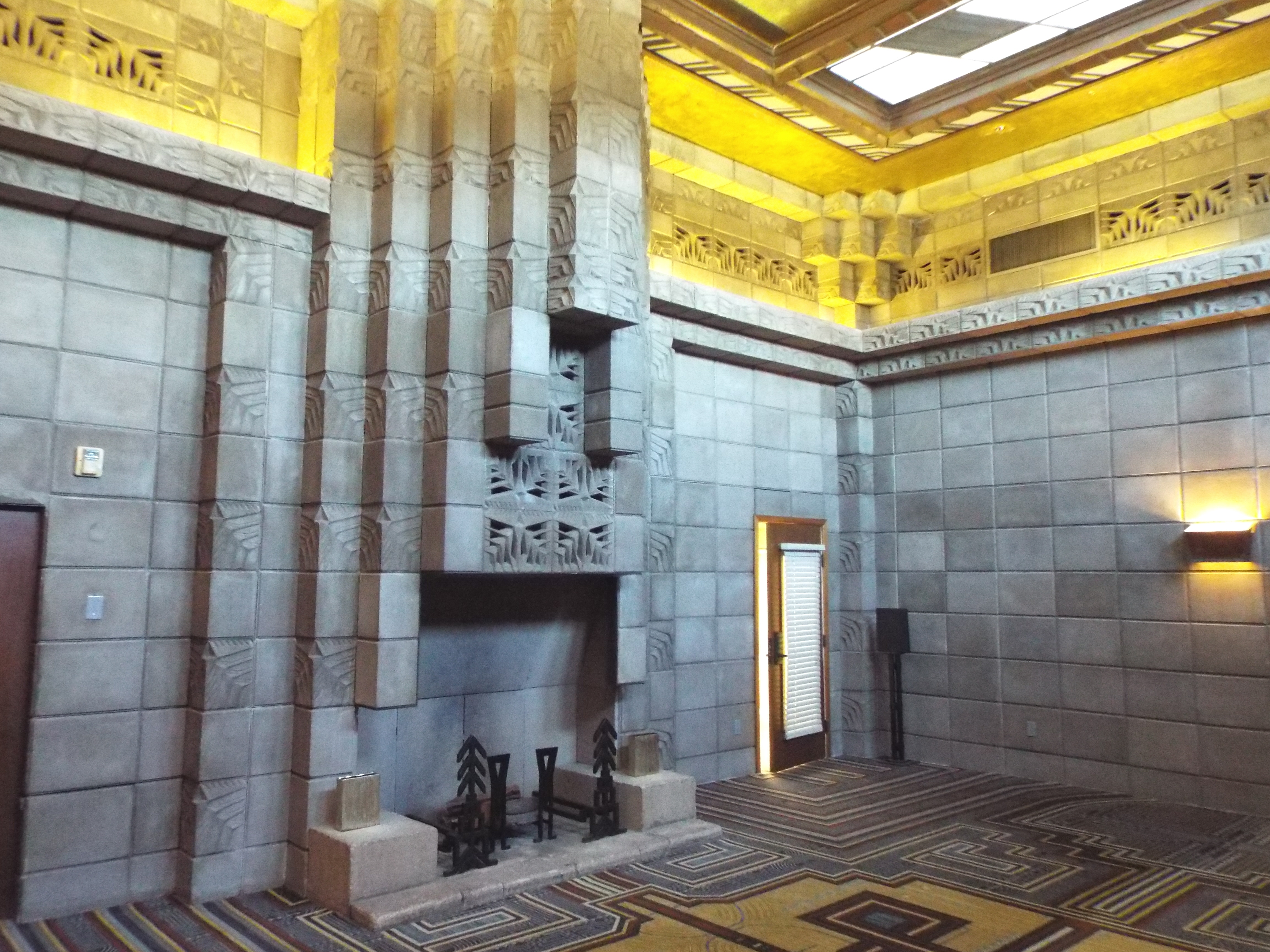
A Waldorf Astoria Hotels szállodalánchoz tartozó Arizona Biltmore Hotelben a szesztilalom idején annak egyik termében, a Mystery Roomban működött egy speakeasy

A speakeasy (szintén használják a blind pig vagy blind tiger kifejezést is) alatt az USA-ban a szesztilalom idején (1920–1933, egyes államokban tovább) működtetett titkos alkoholmérést értik, ill. a jelenlegi retro bárokat, melyek az egykori speakeasyk hangulatát idézik. Ebben az időszakban az alkohol tartalmú italok eladása, előállítása, szállítása is tiltott volt az Egyesült Államok teljes területén. Ezek a szesztilalom végével teljesen felszámolódtak, majd a 2000-es évek elejétől indult a stílusukat utánzó klubok megjelenése.
Eredetileg szlengkifejezés volt, melynek jelentése többek között hangtompítós puska, ill. parittya is volt, habár az 1823-as brit szlengszótárban már „csempészház” jelentéssel utalnak rá. Az USA-ban az 1880-as években jelenik meg, egy 1889. március 21-i, Pittsburgh régiójába tartozó újságban „engedély nélküli szalon”-ként említik. Valószínűleg azért nevezték speakeasy-nek, mivel ezeken a nyilvános helyeken visszafogottabban kellett szórakozniuk, nehogy a szomszédok a rendőröket riasszák, vagy a hatóságok figyelmét felkeltsék.

## Története
Habár a speakeasyk illegálisak voltak, mégis több közülük igen népszerűvé vált a szesztilalom alatt. Némelyiket szervezett bűnözők működtették. Még ha a rendőrség, vagy a szesztilalom mellett működő hatóságok ügynökei gyakran razziáztak is, és le is tartóztattak egy-egy tulajdonost, ennek ellenére jövedelmező volt és virágzott az üzlet. A speakeasy-k gyorsan az amerikai kultúra részévé váltak, ahogy a különböző etnikumúak, fehérek, feketék közösen töltötték ezekben idejüket.
Egy másik változás volt a nők nagyobb mérvű jelenléte. Sok vállalkozás úgy alakította át titkos alkoholméréssel is foglalkozó klubját, hogy azt a nők számára is vonzóvá tette. Sőt nők is fektettek be ezekbe a vállalkozásokba. Az amerikai színésznő, Texas Guinan a szesztilalom időszakában több speakeasy-t is nyitott, mint pl. a 300 Club és az El Fey.

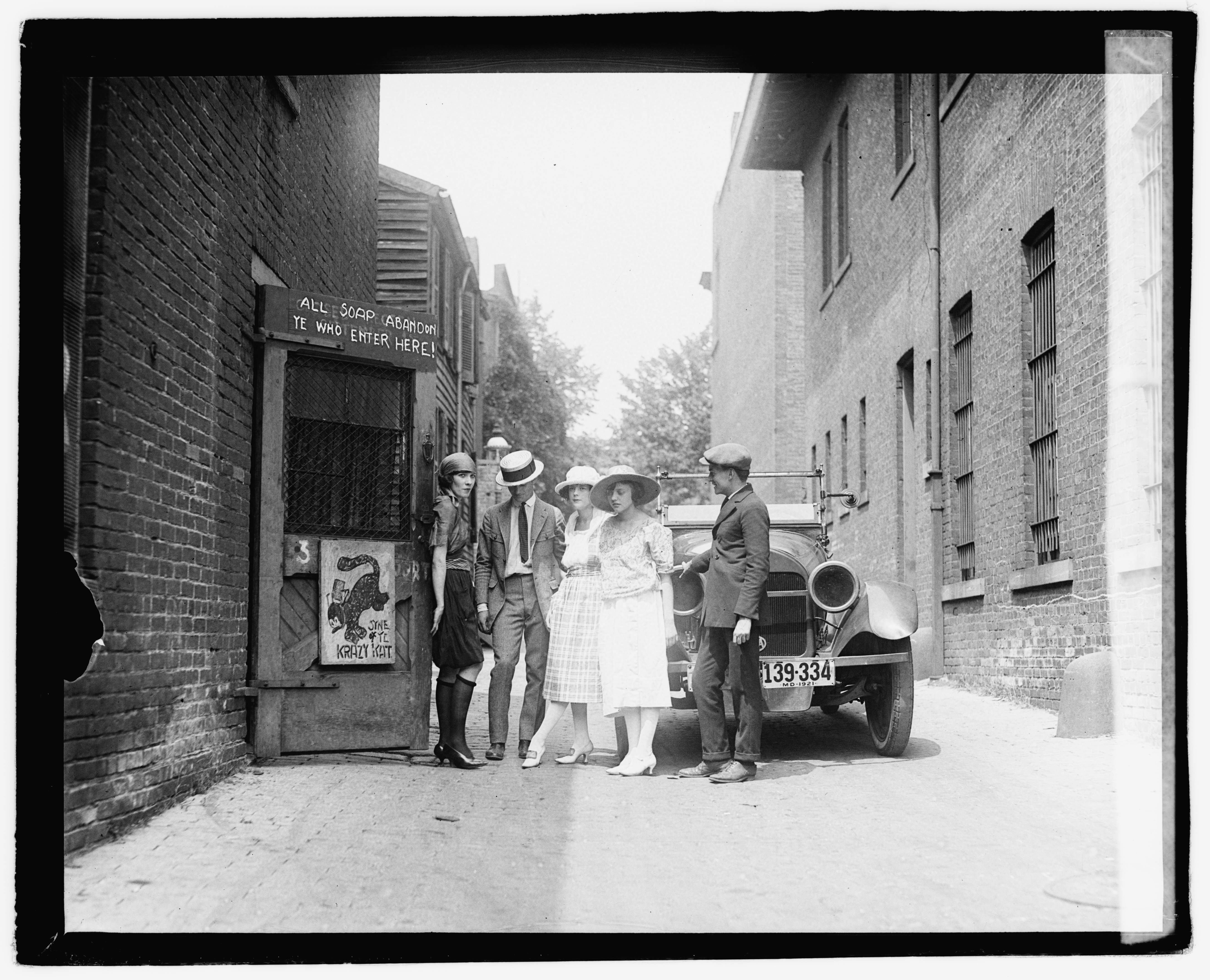
Flapperek és kísérőik várakoznak egy speakeasy, a Krazy Kat Klub nyitására 1921-ben

Ezek a klubok és a kultúra kölcsönhatásban is álltak egymással, a speakeasy fókuszponttá vált. Habár még a filmeken sem volt szabad az alkoholfogyasztást mutatni, az mégis megtörtént, az Our Dancing Daughters c. film egyik jelenetében Joan Crawford az asztalon egy speakeasy-ben táncol.
Az italok gyakran gyenge minőségűek voltak, rum vagy olcsó likőr, ezek kezdték kiszorítani a 19. századi "klasszikus" koktélokat, habár a tulajdonos ízlése szerint az egész egyszerű italoktól a rendkívül színvonalasig terjedhetett a skála.

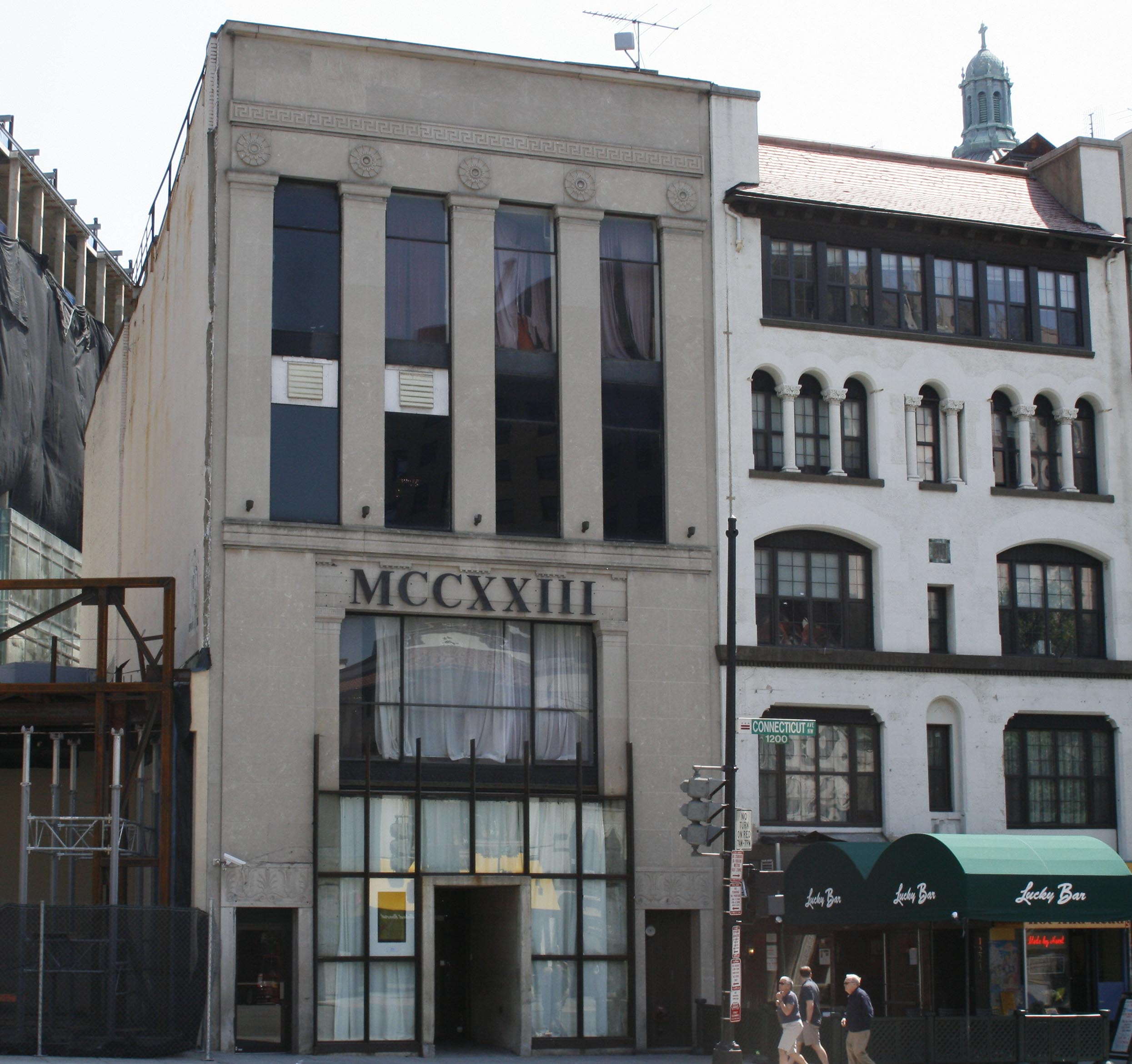
A Mayflower Club, egy felkapott speakeasy Washington, D.C.-ben működött ebben az épületben (2008)

Méretüket tekintve különbözőek voltak, kezdetben viszonylag kis helységek, szórakoztató lehetőség nélkül, akár egy üveggel és két székkel is működhetett egy speakeasy, majd fokozatosan egyre nagyobbá nőttek. A New York-i 21 Club az egyik leghíresebb speakeasy volt, Charlie Berns és Jack Kriendler hálózatában működött, és egészen 2020-ig. A 21 Club speciálisnak számított radar-rendszerével, azaz a portás ha veszélyt észlelt, jelezte a klub belsejébe, ahol egy szerkezet segítségével normális helyszínné alakították át. New Yorkban a The Bath Club, hogy egyedivé váljon, zenészeket is alkalmazott, majd ez hamar elterjedt az egész speakeasy üzletágban.